# Mabra russoi
Mabra russoi là một loài bướm đêm trong họ Crambidae.